# Roderick Klintebo
Roderick Oscar Klintebo, född 4 juni 1933 i Aberdeen, död 7 september 2005 i Skillinge, var sjöofficer och kommendör i svenska flottan.

## Biografi
Roderick Klintebos far var Harry Klintebo och hans mor var Eliza, född Macrae, vilka möttes i Skottland under fadern tjänstgöring i handelsflottan. Familjen flyttade några år senare till Karlskoga, där fadern fick anställning hos AB Bofors. Roderick Klintebo var sedan 1958 gift med Ingert (född Tornsö 1936).
Efter studentexamen i Karlskoga 1953 antogs Roderick Klintebo, som sjöfficersaspirant vid Kungliga Sjökrigsskolan 1953 och utnämndes till fänrik 1956, löjtnant 1958, ubåtsofficersutbildning 1958-59, adjutant vid Ubåtsflottiljen 1960-61, ubåtskurs i Storbritannien 1962, Militärhögskolan 1964-66, kapten 1965, kommendörkapten av andra graden 1970 och kommendörkapten 1972.
Under huvuddelen av sin karriär tjänstgjorde Klintebo inom ubåtsvapnet. Han deltog i ubåten HMS Illerns expedition i Medelhavet 1960. År 1963 var Klintebo den siste fartygschefen (FC) på HMS U2 - en kustubåt byggd 1942. Några år senare var han den förste fartygschefen på HMS Sjölejonet - den andra av ubåtarna i den moderna Sjöormenklassen, levererad till Marinen 1968. Klintebo var dessförinnan (1967) fartygschef på HMS Vargen - en ubåt av Draken II-klass.  Klintebo tjänstgjorde vid Första ubåtsflottiljens stab på HMS Älvsborg, som förste flottiljadjutant i början av 1970-talet.
Klintebo var fartygschef på långresefartyget HMS Älvsnabben under dess långresa 1978–1979 till Medelhavet, Afrikas västkust, Sydamerika, Karibien - med besök i den tidigare svenska kolonin Saint-Barthélemy - och USA. Efter hemkomsten var han under åren 1979-81 avdelningschef i Marinstaben för Signaltjänstavdelningen och senare för Produktionssektionen.
Ubåtstjänsten kröntes med utnämningen till kommendör 1981 och chef för Första ubåtsflottiljen vid Kustflottan. Natten till den 28 oktober 1981 gick den sovjetiska ubåten S-363, Ubåt 137 av projekt 613 eller i folkmun "U 137" - Ubåt nr 137 av Whiskeyklass, enligt NATO-terminologi - på grund vid Torumskär.  Detta ligger vid inloppet till Gåsefjärden inom militärt skyddsområde och på svenskt inre farvatten i Blekinge skärgård. Roderick Klintebo fick i uppdrag, att inspektera den sovjetiska ubåten, dess navigationsutrustning och loggböcker samt att låta Försvarets forskningsanstalt (FOA) mäta den radioaktiva strålningen av uran 238 från ubåtens skrov.  Han hade också i uppgift att övervaka när ubåten drogs loss från grundet och eskortera den ut till internationellt vatten den 6 november. Då ubåten S-363 passerat den svenska territorialgränsen sände kommendör Klintebo ett radiomeddelande, att ubåten överlämnades från svensk sida till chefen för den sovjetiska Östersjömarinen.
Åren 1983-87 tjänstgjorde Roderick Klintebo som försvarsattaché vid ambassaderna i London och Haag. Hans skotska ursprung och synnerligen goda språkkunskaper bidrog till den uppskattning, som värdnationens officerare visade honom och hans maka Ingert. Därefter var han sektionschef vid Marinstaben 1987-90, och slutade sin aktiva tjänst som chef för Berga örlogsskolor 1991-93.
Roderick Klintebo invaldes i Kungliga Örlogsmannasällskapet 1978 med nummer 1049. Han behöll sitt brittiska medborgarskap livet ut. Efter pensioneringen ägnade han sig åt översättningar, bland annat av den brittiske marinhistorikern Danel G. Harris bok om skeppsbyggaren Fredrik Henrik af Chapman. Han utgav på eget förlag en faksimileutgåva av en nautisk ordbok författad av Emil Smith (1848-1923). Bokens titel är Nautisk ordbok på svenska, engelska och tyska språken : med enklare ord och termer jämväl för motorbåtsport och var ursprungligen utgiven i Stockholm 1914-22. Inför det svenska ubåtsvapnets 100-årsjubileum åtog han sig uppgiften att vara redaktör för minnesboken Det svenska ubåtsvapnet 1904-2004. Med sina mycket goda språkkunskaper var han en ansedd rådgivare åt olika bokförlag vid översättning och utgivning av engelskspråkig marinlitteratur. Redan under studietiden blev han en skicklig schackspelare och han var stolt över att ha fått remi i ett parti mot stormästaren Gideon Ståhlberg.